# Stazione del Brocken
La stazione del Brocken è una stazione ferroviaria tedesca posta sulla vetta del monte Brocken, nel territorio comunale di Wernigerode. È il capolinea superiore dell'omonima ferrovia turistica.

## Posizione
La stazione ferroviaria, conosciuta anche in tedesco come Brockenbahnhof, si trova a pochi metri sotto la vetta del Brocken ad un'altezza di 1.125 m. È la stazione ferroviaria più alta della Germania servita da una ferrovia senza sistema a cremagliera.

## Storia
La linea per il Brocken è stata aperta il 4 ottobre 1898. L'attuale edificio della stazione è stato costruito nel 1924 in granito. Inizialmente i treni circolavano solo durante i mesi estivi a causa delle rigide condizioni meteorologiche invernali. Dopo la seconda guerra mondiale la linea per il Brocken fu chiusa e riaperta solo il 14 maggio 1949. Dal 1950 la stazione fu usata anche d'inverno. Nel luglio 1960 ricevette 90.000 passeggeri.
Con la costruzione delle difese di confine tra la Germania orientale e quella occidentale, che correvano vicino al Brocken, i servizi ferroviari pubblici per la montagna terminarono il 13 agosto 1961. La stazione di Brocken fungeva da alloggio per le truppe di frontiera della DDR. Nel periodo fino al 1987, solo pochi treni merci fecero scalo alla stazione. Dopo i cambiamenti politici seguiti alla caduta del muro di Berlino, la ferrovia di Brocken è stata riaperta nel 1991 e la stazione di Brocken è stata nuovamente utilizzata come stazione ferroviaria.